# Espeusipo
Espeusipo (em grego:  Σπεύσιππος (Atenas, ca. 408 a.C. — 339 a.C.) foi um filósofo grego, sobrinho de Platão, a quem sucedeu na direção da Academia de Platão em 357 ou 347 a.C.

## Vida
Era nativo de Atenas e o filho de Eurimedão e Potone, uma irmã de Platão. O pseudônimo carta Décima terceira carta de Platão afirma que Espeusipose casou com sua sobrinha (neta de sua mãe). Não sabemos nada de sua vida até o momento em que acompanhou seu tio Platão, em sua terceira viagem a Siracusa, onde mostrou considerável habilidade e prudência, especialmente em suas relações amistosas com o Dion de Siracusa.
O relatório sobre seus acessos repentinos de raiva, sua ganância e sua devassidão, provavelmente são derivados de uma fonte muito impura: Ateneu e Diógenes Laércio  que tiveram como fontes apenas algumas cartas abusivas de Dionísio, o Jovem, que foi banido por Dion, com a ajuda de Espeusipo.
Tendo sido escolhido por Platão como seu sucessor e líder (escolarca) da  Academia, esteve à frente da escola por apenas oito anos (348/7- 339/8 aC). Ele morreu, ao que parece, de uma doença paralítica persistente. Foi sucedido por Xenócrates.